# Lista de municípios de Mato Grosso do Sul por população (2018)
Esta lista de municípios de Mato Grosso do Sul por população está baseada na estimativa de 2018 do IBGE. O Mato Grosso do Sul é uma das 27 unidades federativas do Brasil e é dividida em 79 municípios. O território sul-mato-grossense equivale a 4,19% do brasileiro e com mais de 2,74 milhões habitantes (1,32% da população brasileira), o estado possui a sexta maior área territorial e o vigésimo primeiro contingente populacional dentre os estados do Brasil.
A cidade mais populosa de Mato Grosso do Sul é Campo Grande, a capital estadual, com mais de 885 mil habitantes. Em seguida, vem Dourados com aproximadamente 220 mil.

## Municípios
| Posição | Município                | População |
| ------- | ------------------------ | --------- |
| 1       | Campo Grande             | 814 021   |
| 2       | Dourados                 | 221 100   |
| 3       | Três Lagoas              | 121 842   |
| 4       | Corumbá                  | 100 000   |
| 5       | Ponta Porã               | 78 214    |
| 6       | Sidrolândia              | 56 081    |
| 7       | Nova Andradina           | 54 574    |
| 8       | Naviraí                  | 54 051    |
| 9       | Aquidauana               | 47 784    |
| 10      | Paranaíba                | 42 010    |
| 11      | Amambai                  | 38 958    |
| 12      | Rio Brilhante            | 36 830    |
| 13      | Coxim                    | 33 516    |
| 14      | Caarapó                  | 29 743    |
| 15      | Miranda                  | 27 795    |
| 16      | Maracaju                 | 29 213    |
| 17      | São Gabriel do Oeste     | 26 363    |
| 18      | Jardim                   | 25 967    |
| 19      | Aparecida do Taboado     | 25 431    |
| 20      | Anastácio                | 25 128    |
| 21      | Chapadão do Sul          | 24 559    |
| 22      | Bela Vista               | 24 508    |
| 23      | Ribas do Rio Pardo       | 24 258    |
| 24      | Itaporã                  | 23 886    |
| 25      | Ivinhema                 | 23 140    |
| 26      | Ladário                  | 22 968    |
| 27      | Bataguassu               | 22 717    |
| 28      | Cassilândia              | 21 876    |
| 29      | Bonito                   | 21 738    |
| 30      | Terenos                  | 21 311    |
| 31      | Nova Alvorada do Sul     | 21 300    |
| 32      | Itaquiraí                | 20 905    |
| 33      | Costa Rica               | 20 496    |
| 34      | Rio Verde de Mato Grosso | 19 682    |
| 35      | Fátima do Sul            | 19 234    |
| 36      | Sonora                   | 18 828    |
| 37      | Mundo Novo               | 18 256    |
| 38      | Porto Murtinho           | 17 078    |
| 39      | Iguatemi                 | 15 977    |
| 40      | Água Clara               | 15 257    |
| 41      | Coronel Sapucaia         | 15 152    |
| 42      | Nioaque                  | 14 085    |
| 43      | Paranhos                 | 14 048    |
| 44      | Camapuã                  | 13 727    |
| 45      | Deodápolis               | 12 868    |
| 46      | Eldorado                 | 12 305    |
| 47      | Aral Moreira             | 11 963    |
| 48      | Brasilândia              | 11 891    |
| 49      | Tacuru                   | 11 427    |
| 50      | Batayporã                | 11 305    |
| 51      | Dois Irmãos do Buriti    | 11 239    |
| 52      | Sete Quedas              | 10 812    |
| 53      | Angélica                 | 10 620    |
| 54      | Glória de Dourados       | 9 981     |
| 55      | Guia Lopes da Laguna     | 9 968     |
| 56      | Anaurilândia             | 8 993     |
| 57      | Japorã                   | 8 976     |
| 58      | Antônio João             | 8 891     |
| 59      | Bodoquena                | 7 817     |
| 60      | Santa Rita do Pardo      | 7 801     |
| 61      | Pedro Gomes              | 7 666     |
| 62      | Inocência                | 7 625     |
| 63      | Laguna Carapã            | 7 267     |
| 64      | Jaraguari                | 7 108     |
| 65      | Bandeirantes             | 6 829     |
| 66      | Juti                     | 6 638     |
| 67      | Selvíria                 | 6 515     |
| 68      | Vicentina                | 6 067     |
| 69      | Caracol                  | 6 049     |
| 70      | Douradina                | 5 889     |
| 71      | Corguinho                | 5 839     |
| 72      | Paraíso das Águas        | 5 455     |
| 73      | Rochedo                  | 5 403     |
| 74      | Alcinópolis              | 5 268     |
| 75      | Rio Negro                | 4 819     |
| 76      | Jateí                    | 4 034     |
| 77      | Novo Horizonte do Sul    | 3 947     |
| 78      | Taquarussu               | 3 583     |
| 79      | Figueirão                | 3 044     |